# Leptotila rufaxilla
Rola-de-testa-branca ou juriti-de-testa-branca (Leptotila rufaxilla), também conhecida como juriti-verdadeira, juriti-da-mata-virgem, juriti-grande e juriti-gemedeira, é uma ave columbiforme da família Columbidae.

## Caracterização
A juriti-gemedeira mede aproximadamente 28 cm de comprimento e pesa cerca de 155 gramas. Semelhante à juriti-pupu (Leptotila verreauxi), apresenta a fronte mais branca, íris negra e sem o anel alaranjado, região posterior do pescoço azul-violácea e peito arroxeado.

## Subespécies
São reconhecidas seis subespécies:
- Leptotila rufaxilla rufaxilla (Richard & Bernard, 1792) - ocorre da Venezuela até as Guianas e no norte do Brasil, da região do rio Madeira até o norte do estado do Maranhão;
- Leptotila rufaxilla pallidipectus (Chapman, 1915) - ocorre na região tropical do leste da Colômbia e na região adjacente do oeste da Venezuela;
- Leptotila rufaxilla dubusi (Bonaparte, 1855) - ocorre no sudeste da Colômbia até o leste do Equador e nos tepuis do sul da Venezuela e do norte do Brasil;
- Leptotila rufaxilla hellmayri (Chapman, 1915) - ocorre no nordeste da Venezuela, na região da Península de Paría, e também na Ilha de Trinidad no Caribe;
- Leptotila rufaxilla bahiae (Berlepsch, 1885) - ocorre na região central do Brasil, do sul do estado de Mato Grosso até o estado da Bahia.
- Leptotila rufaxilla reichenbachii (Pelzeln, 1870) - ocorre nas regiões central e sul do Brasil, do estado de Mato Grosso até o estado do Espírito Santo, para o sul até o Paraguai, Uruguai e nordeste da Argentina.

## Distribuição ehabitat
Ocorre na América do Sul, da Colômbia, Venezuela e Guianas ao nordeste da Argentina, Uruguai e em grande parte do Brasil. Existem várias subespécies, entre elas L. r. hellmayrii, encontrada em Trinidad e Tobago e na Venezuela (Península de Paria).
Vive no interior de florestas primárias e secundárias.

## Alimentação
Alimenta-se de sementes e pequenos frutos, coletados no solo, além de invertebrados.

## Reprodução
O ninho, constituído de gravetos, é construído em um arbusto ou num tronco, onde a fêmea deposita, geralmente, dois ovos brancos.